# Майкъл Търнър
Майкъл Томас Търнър (на английски: Michael Thomas Turner) е английски професионален футболист, централен защитник. Той е играч на Съндърланд. Висок е 193 см.
Търнър е играл за отборите на Чарлтън, Лейтън Ориент (под наем), Брентфорд и Хъл Сити. Преминава в Съндърланд през лятото на 2009 г.